# Арарат (футбольний клуб, Єреван)
Футбольний клуб «Арара́т» (вірм. Ֆուտբոլային Ակումբ „Արարատ“ Երևան) — найвідоміший з вірменських футбольних клубів, заснований у 1935 році в місті Єреван. Чемпіон СРСР 1973 року, срібний призер чемпіонатів СРСР 1971 і 1976 (весна). Дворазовий володар Кубка СРСР: 1973, 1975. Незмінний учасник вірменського чемпіонату з футболу (крім сезонів 2003 і 2010).
Власником клубу є швейцарський підприємець вірменського походження Грач Капріелян.

## Колишні назви
- 1935—1937: «Спартак» Єреван
- 1938—1953: «Динамо» Єреван
- 1954—1962: «Спартак» Єреван
- 1963—2004: «Арарат» Єреван
- 2004—08 червня 2004: «Лернагорц-Арарат» Капан
- 8 червня 2004—19 червня 2004: «Арарат» Капан
- з 19 червня 2004: «Арарат» Єреван

## Історія

### Заснування і перші досягнення (1935—1948)
У 1935 в Єревані створено команду спортивного товариства «Спартак». Перший час команда брала участь у першостях республіканського рівня. Перший трофей який завоював клуб став Кубок Вірменської РСР в 1940 році. В цей час команда вже носила назву «Динамо». Наступні 4 роки чемпіонат і Кубок СРСР не розігрувалися через Другу світову війну.
1944 року поновилися ігри за Кубок СРСР, в якому взяла участь і команда «Динамо». Суперником єреванських динамівців стали їхні тбіліські одноклубники. Однак матч так і не був зіграний з вини Єреванців. В наступному році поновлюється першість СРСР, де «Динамо» відведено місце в Другій групі. Команда хоч і зайняла місце в середині турнірної таблиці, але від зони вильоту її відділило всього одне очко. У 1/16 фіналу Кубка СРСР був пройдений новосибірський ДКА, причому основного часу не вистачило для виявлення переможця. Все вирішилося в доданий час. У наступній стадії «Динамо» очікував тбіліський ДКА. На жаль перед тбілісцями «Динамо» капітулювало. В наступному розіграші Кубка команда не бере участі, а в чемпіонаті займає 10-е місце. В 1947 році команда стає срібним призером першості Другої ліги в Закавказькій зоні. Команда всього на одне очко відстала від ТДВ з Тбілісі. У цьому чемпіонаті «Динамо», в домашньому поєдинку проти тбіліських «Крил Рад», показало найкращий результат на той момент (рахунок матчу 7:1). Боротьбу за Кубок «Динамо» почало з 1/128 фіналу де суперником був бакинський «Нафтовик». У перевагу в один м'яч перемогу святкували динамівці, яких в 1/64 фіналу очікували тбіліські залізничники. У домашній грі «Динамо» перевершило гостей — 2:0. У наступній стадії Єреванці практично проїхали по ростовському «Динамо» — 6:1. Команда виразно була на куражі, проте в 1/16-й її очікував крах. Вона з тріском програла московським армійцям 0:5 і вибула з турніру. В сезоні 1948 «Динамо» мало починати в Першій групі (Вища ліга на той момент), але після 30 ігор разом з 15 іншими клубами було знято. Всі 16 клубів продовжили брати участь в лізі нижче. «Динамо» проводячи черговий сезон у Другій групі, до свого щастя покращує свої показники і завойовує перше місце в Південній зоні. Команда виграла 13 матчів з 18. Проте перше місце в зоні не гарантувало підвищення. За регламентом Чемпіонату СРСР, переможці зон другої ліги, грали між собою у фінальному етапі. У цьому етапі брали участь 6 команд. Ігри між командами пройшли в одне коло. Таким чином, після 5 ігор «Динамо» розташувалося на 3-їй позиції, яке забезпечило клубу місце в Першій групі. В Кубку СРСР динамівці в доданий час капітулювали перед динамівцями з Києва 1:2 в 1/16 фіналу і вибули з розіграшу.

### Життя між лігами (1949—1964)
В 1949 році «Динамо» вперше дебютує в Вищій лізі СРСР. Команда виступила незадовільно, зайнявши 16-те підсумкове місце. У перших двох турах команда програла, а в 3-му турі була зафіксована перемога в домашньому матчі проти команди ВПС (Москва). Обіграти команда змогла представників з другої половини таблиці, а також двічі на виїзді. Були зафіксовані 3 великих поразки: двічі по 0:6 від московських «Локомотива» та ЦБЧА, і одного разу 1:6 — від тбіліського «Динамо». Однак, незважаючи на погані виступи, клуб залишився у списку найкращих на наступний сезон, так як вибували два останні клуби, зайнявші 17-е і 18-е місце в турнірній таблиці. Кубкові баталії закінчилися на першій же стадії, проти «Динамо» з Сталінбада. В сезоні 1950, динамівці стали виступати розкутіше. Перша поразка була зафіксовано тільки в 4-му турі від ленінградського «Зеніта». Команда набрала 31 очко разом з одноклубниками з Києва, але за різницею м'ячів в Клас «Б» опустилося єреванське «Динамо». В Кубку СРСР команда почала з 1/128 фіналу. Пройшовши слабких суперників, у 1/16-й наткнулися на суперника в особі київського «Динамо». У впертій грі, яка проходила в Києві, динамівці Єревану святкували перемогу 3:2. У 1/8 фіналу зустрілися з «Динамо» Москва і програли з рахунком 0:7.

Радянська міні-гра «футбол» ілюструє кавказьке дербі — матч «Динамо» з Тбілісі та вірменського Арарата (червона форма) — найкращих на той час команд з Закавказзя.

В 1960—1963, 1966—1991 роках команда брала участь у вищій лізі чемпіонату СРСР. В 1973 році «Арарат» став чемпіоном і володарем Кубка СРСР. В 1971, 1976 (весна) роках став срібним медалістом чемпіонату, а в 1975 році знову завоював Кубок СРСР.
Усього команда брала участь у 33 чемпіонатах СРСР, провела 1026 матчів, з них виграла 352, зіграла внічию 280, програла 394, забила 1150 голів, пропустила — 1306. До 1975 року команда брала участь у розіграшах трьох європейських кубків. В останньому чемпіонаті СРСР в 1991 році команда зайняла 7-е місце.

### Виключення та криза (2003—2005)
У 2003 році національна та молодіжні збірні Вірменії, на початку року повинні були зіграти товариські матчі зі збірними Ізраїлю. До від'їзду збірних Вірменії в Ізраїль, президент «Арарату» Грач Капріелян написав листа голові Федерації футболу Вірменії (ФФВ) про те, що з міркувань безпеки не вважає за доцільне участь в майбутніх матчах 5 футболістів «Арарату» — Олександра Тадевосяна, Артура Хачатряна, Артура Петросяна, Галуста Петросяна і Артура Габрієляна. Також Капріелян запевняв, що за інших обставин обов'язково буде забезпечено участь футболістів «Арарату» у навчально-тренувальних зборах та матчі національної і молодіжної збірних Вірменії, яким керівництво клубу завжди надавало пріоритетне значення. Одночасно Капріелян направив копію листа в ФІФА. Однак 16 лютого дисциплінарний комітет ФФВ розглянув дану проблему і виніс дуже жорстке рішення щодо футбольного клубу «Арарат». Рішенням дисциплінарного комітету «Арарат» строком на 1 рік був позбавлений права брати участь у всіх змаганнях, що проводяться під егідою ФФВ і оштрафований на 200 тисяч драмів.
На той час капітаном команди був, Олександр Тадевосян офіційно направив листа до ФФВ з проханням анулювати його контракт з клубом і надати йому статус вільного агента через ситуацію, що склалася. Крім Тадевосяна лави «Арарату» покинуло ще кілька людей, що не бажали проводити сезон в туманних планах.
У 2004 році в клубі стався фактично розкол. З огляду на те, що футбольний клуб «Лернагорц» перебував у критичному фінансовому становищі і не зміг заплатити внесок за участь в чемпіонаті, клуб «Арарат» уклав з «Лернагорцем» договір, згідно з яким тренерський склад і футболісти двох клубів об'єднаються під назвою «Лернагорц-Арарат». Таким чином, більша частина переїхала в Капан, де з клубом «Лернагорц» утворила в результаті єдиний клуб під назвою «Лернагорц-Арарат». Офіційно команда представлялася продовження «Лернагорца», проте фактично це була команда «Арарат». Згоду на цей договір дав, як виняток, виконавчий комітет Федерації футболу Вірменії щоб уникнути переробки графіка ігор чемпіонату, який почався 8 квітня. Тим часом, в Першій лізі була заявлена команда «Арарат», для участі в цьому турнірі. 8 червня назва «Лернагорц-Арарату» скоротилася до «Арарату», а 19 червня команда переїжджає назад в Єреван, але домашні ігри їй доводиться проводити в передмісті Єревану — Воскеате (пізніше «Арарат» проводив домашні матчі в Єревані на Республіканському стадіоні, останній сезон у Єревані «Арарат» провів у 1996 році). Зважаючи на ці подій, «Арарат» який виступає у Першій лізі змушений був змінити назву і додати приставку «Арарат-2».
В кінці грудня головним тренером футбольного клубу «Арарат» призначений був Аркадій Андреасян, який замінив на цій посаді молодого тренера Севаду Арзуманяна. Разом з Арзуманяном «Арарат» після річної перерви відновив гру в першості Вірменії і зайняв четверте місце.
Абсолютно в іншому вигляді показала себе команда в сезоні 2005 року. Команда була однією з найгірших. На той час були найгірші показники клубу в новітній історії. Показавши гнітючі результати на першому етапі — 8 місце. Нижче був тільки «Лернаін Арцах», який забронював за собою останню сходинку знявшись з чемпіонату. У другому етапі «Арарат» переміг і зіграв внічию. Таким чином клуб зберіг собі місце на наступний сезон. У середині червня 2005 року «Арарат» взяв участь у єврокубках. Суперником був швейцарський «Невшатель Ксамакс». В обох матчах «Арарат» зазнав поразки, і з загальним рахунком 1:9 вилетів з Кубка Інтертото на першій стадії розіграшу. За підсумками сезону 2005 року «Арарат-2», посівши 2-е місце в Першій лізі, вийшов у Прем'єр-лігу. «Арарат», який грав останні два сезони в Прем'єр-лізі, було розформовано, а «Арарат-2» змінив назву на «Арарат».

### Сплеск після кризи (2006—2008)
У 2006 році, після довгих перипетій, «Арарат» почав практично з чистого аркуша, але з колишнім керівництвом і головним тренером (Сурен Барсегян). Виступи команди поліпшилися. В Кубку Вірменії вона дійшла до чвертьфіналу, де в серії після матчевих пенальті поступилася дорогою «Пюніку» — 5:6. Змінивши по ходу сезону головного тренера (ним став Абраам Хашманян), «Арарат» у підсумку посів 4-е місце. Програвши в останніх турах, команда відпустила від себе «Міку» з «Бананцем», яким дісталися бронза і срібло, відповідно.
У грудні 2006 року команду очолює Варужан Сукіасян. З приходом Сукіасяна гра команди змінилася, стала технічною, грамотною. Прийшли й довгоочікувані успіхи «Арарату». Вихід у фінал Кубка Вірменії, де команда програла в додатковий час команді «Бананц». Влітку, в процесі чемпіонату, коли «Арарат» йшов на другому місці, Сукіасян покинув клуб через розбіжності з керівництвом. Будучи не згодним з діями керівництва, яке запросило до клубу сербського фахівця Душана Мійіча. Саме Мійіч і змінив на посту Сукіасяна. На момент відходу Сукіасяна з клубу, «Арарат» йшов на другому місці поступаючись лідеру всього 2 очками. З приходом Мійіча гра і дисципліна команди погіршилися. у перевагу, яку було здобуто в першому колі було покращено у другому. Катастрофою стали дві поспіль поразки з рахунком 0:6 вдома від прямих конкурентів в особі «Пюніка» та «Бананца». Зігравши в останньому турі з «Уліссом» внічию «Арарат» в черговий раз залишився без призових медалей. Бронза дісталася «Міці», яка в останньому турі на виїзді обіграла «Гандзасар» — 1:0.
Перед чемпіонату 2008 року команда посилилася досвідченими футболістами, а також гравцями з конкуруючих команд. Керівництвом булу поставлене завдання виграти всі футбольні трофеї Вірменії. Також в клуб повернувся Варужан Сукіасян. Перша боротьба почалася в Кубку Вірменії. Команда дійшла до фіналу, де в додатковий час зуміла забити переможний гол. Це 5-й Кубок Вірменії в історії клубу. На старті чемпіонату команда здобула 6 перемог поспіль. А першу поразку зазнала тільки в 10-му турі. Протягом першого і на початку другого кола «Арарат» одноосібно лідирував в чемпіонаті. Незаплановані втрати очок на початку наблизили «Пюнік», а надалі пропустили вперед. З відривом у 3 очки один від одного команди підійшли до останнього туру, в якому зустрічалися між собою. Причому для «Арарату» це була виїзна гра. Довгий час рахунок на табло був нульовим, і лише на 77-й хвилині бразильському легіонеру Джуліано Хіменесу вдалося забити гол. Цей гол зрівняв за очками клуби. За рішенням регламенту чемпіонату був організований золотий матч, що пройшов на Республіканському стадіоні. Гра була жорсткою і порив виходив періодично за рамки, підсумком якого стали 3 (!) червоні картки. Рахунок був відкритий гравцем «Пюніка» — Альбертом Тадевосяном, проте через хвилину Ваагн Мінасян рахунок зрівняв. Після закінчення 90 хвилин рахунок залишився нічийний, і команди вийшли в додатковий час. Час йшов, а гольова реалізація у гравців не виходила. Тим не менш, за 2 хвилини до закінчення доданого часу Альберт Тадевосян забив свій другий м'яч. Таким чином, «Арарат» зазнав поразки. Клубу дісталися лише срібні медалі. Після золотого матчу преса опублікувала слова Варужан Сукіасяна, в яких він звинувачував головного суддю, що той після закінчення золотого матчу в підтрибунному приміщенні застосував фізичну силу відносно нього. В кінці року, Сукіасян покинув «Арарат», в черговий раз через розбіжності з керівництвом.

### Відновлення позицій (2009–т.ч.)
Новий сезон для команди починається погано, так як її спонсор, який є також спонсором аматорської команди «Арарат» Париж у 5-му дивізіоні французького чемпіонату, вирішив зосередити свою увагу на французькій команді, тому було скорочено фінансування єреванського клубу. Команду залишили десятеро гравців, замість яких прийшли резервісти з дубля. Через розбіжності та неотримання ліцензії клуб не взяв участь у Лізі Європи, замість нього в турнір заявлена «Міка». Після першого кола чемпіонату команда займала в ньому останнє місце; було зроблено безліч придбань з метою посилення складу, але в підсумку команда так і залишилася останньою.
На початку 2010 року команда знаходиться в незрозумілому стані. У той час як всі команди Вірменії щосили проводять передсезонну підготовку, «Арарат» навіть не приступав до тренувань. Клуб не брав участь у розіграші Кубка Вірменії. Керівництво клубу відмовилося від легіонерів мотивувавши тим, що в наш час[коли?] зарубіжні гравці не можуть принести більшої допомоги в чемпіонаті Першої ліги, ніж вітчизняні футболісти.

## Гравці
Гравці «Арарату» Аркадій Андреасян, Оганес Заназанян (в 1972 р.) і Хорен Оганесян (в 1980 р.) ставали бронзовими призерами мюнхенської і московської Олімпіад відповідно. Хорен Оганесян провів у збірній СРСР 35 матчів і забив 6 м'ячів.

## Досягнення

### Національні чемпіонати
Чемпіон СРСР (1)1973
Срібний призер чемпіонату СРСР (2)1971, 1976 (весна)
Володар Кубка СРСР (2)1973, 1975
Фіналіст Кубка СРСР (2)1954, 1976
Чемпіон Другої групи класу А (1)1965.
Чемпіон Вірменії (2)1993, 1995
Срібний призер чемпіонату Вірменії (4)1996/97, 1999, 2000, 2008
Бронзовий призер чемпіонату Вірменії (1)1994
Володар Кубка Вірменії (6)1993, 1994, 1995, 1997, 2008, 2021
Фіналіст Кубка Вірменії (2)2001, 2007
Володар Суперкубка Вірменії (1)2009
Фіналіст Суперкубка Вірменії (2)1997, 2021

### Командні призи
- «За справедливу гру»: 1960
- «За найкращу різницю м'ячів»: 1973, 1976 (весна)
- «За волю до перемоги»: 1974
- «Приз великого рахунку»: 1973
- «Гроза авторитетів»: 1990
- «Агресивному гостю»: 1972, 1973

### Досягнення гравців
- Найкращі бомбардири сезону:
  - 1976 (в) — Аркадій Андреасян (8)
  - 1992 — Ваге Ягмурян (38)
  - 2007 — Маркос Піззеллі (22)
  - 2008 — Маркос Піззеллі (17)

- Найкращий гравець року:
  - 1993 — Армен Шахгельдян
  - 1999 — Арутюн Абрамян

## Поточний склад
Дані на квітень 2010 року
| №            | Футболіст         | Дата народження   | Країна   |
| Воротарі     | Воротарі          | Воротарі          | Воротарі |
| ------------ | ----------------- | ----------------- | -------- |
|              | Джіофак Міллер    | 12 серпня 1985    | Камерун  |
|              | Арман Оганесян    | 7 липня 1992      | Вірменія |
| Захисники    |                   |                   |          |
| 3            | Віраб Мейтіханян  | 25 вересня 1981   | Вірменія |
| 6            | Арман Аракелян    | 30 серпня 1988    | Вірменія |
| 19           | Вачаган Карапетян | 12 березня 1983   | Вірменія |
| 14           | Гензель Варданян  | 9 квітня 1991     | Вірменія |
|              | Ваге Мартиросян   | 19 січня 1988     | Вірменія |
|              | Артур Степанян    | 6 жовтня 1989     | Вірменія |
| Півзахисники |                   |                   |          |
| 2            | Гор Мартиросян    | 18 лютого 1991    | Вірменія |
| 7            | Нарек Петросян    | 25 листопада 1990 | Вірменія |
| 8            | Едгар Хачатрян    | 3 серпня 1985     | Вірменія |
| 10           | Ара Оганесян      | 13 вересня 1986   | Вірменія |
| 15           | Давид Меліксетян  | 1 лютого 1989     | Вірменія |
|              | Карен Авоян       | 22 серпня 1986    | Вірменія |
| Нападники    |                   |                   |          |
| 9            | Геворг Карапетян  | 10 червня 1990    | Вірменія |
| 11           | Арсен Зограбян    | 31 травня 1991    | Вірменія |
| 21           | Араїк Мкртчян     | 8 липня 1993      | Вірменія |
|              | Вануш Акопян      | 13 жовтня 1989    | Вірменія |

## Керівний склад
- Президент —  Грач Капріелян
- Віце-президент/Виконавчий директор —  Аркадій Андреасян
- Адміністратор —  Араїк Егян
- Прес-секретар —  Геворг Барсегян

## Персонал клубу
- Головний тренер —  Тигран Есаян
- Тренер дитячо-юнацьких команд —  Тигран Гспеян
- Тренер воротарів —  Альоша Абрамян
- Тренер —  Едгар Сафарян

## Відомі гравці
Повний список гравців клубу «Арарат» (Єреван), про які є статті у Вікіпедії, див. тут
| - СРСР - Альоша Абрамян - Аркадій Андреасян - Сергій Бондаренко - Самвел Дарбінян - Оганес Заназанян - Левон Іштоян - Микола Казарян - Едуард Маркаров - Бабкен Мелікян | - Норайр Месропян - Олександр Мірзоян - Гамлет А. Мхітарян - Саркіс Овівян - Сейран Осіпов - Назар Петросян - Олександр Подшивалов - Борис Разинський - Армен Саркісян - Ашот Хачатрян | - Вірменія - Арутюн Абраамян - / Арсен Аветісян - Севада Арзуманян - Арам Восканян - Артур Восканян - / Погос Галстян - Размік Григорян - Ерванд Крбашян - Артур Мінасян | - Ваагн Мінасян - Агван Мкртчян - Гамлет В. Мхітарян - Рафаел Назарян - Саркіс Оганесян - Хорен Оганесян - / Маркос Піццеллі - Ерванд Сукіасян - Абраам Хашманян - Армен Шахгельдян |

## Головні тренери
| Ім'я                 | Поч  | Зак  |
| -------------------- | ---- | ---- |
| Врамшапух Мерангулян | 1935 | 1938 |
| Сурен Атанесян       | 1939 | 1939 |
| Юрій Єсенін          | 1940 | 1944 |
| Віктор Андрєєв       | 1945 | 1945 |
| Михайло Сушков       | 1946 | 1946 |
| Віктор Гречишников   | 1947 | 1947 |
| Гайк Андреасян       | 1948 | 1949 |
| Борис Апухтін        | 1949 | 1949 |
| Віктор Філіппов      | 1949 | 1949 |
| Гліб Рябіков         | 1950 | 1951 |
| Ілля Евранов         | 1952 | 1952 |
| Гайк Андреасян       | 1953 | 1954 |
| Абрам Дангулов       | 1955 | 1957 |
| Гайк Андреасян       | 1957 | 1957 |
| Борис Смислов        | 1958 | 1960 |
| Гайк Андреасян       | 1961 | 1961 |
| Анатолій Акімов      | 1961 | 1962 |
| Арутюн Кегеян        | 1962 | 1962 |
| Олександр Абрамов    | 1963 | 1963 |
| Георгій Жарков       | 1964 | 1964 |
| Артем Фальян         | 1965 | 1967 |
| Едуард Григорян      | 1968 | 1968 |
| Олександр Пономарьов | 1969 | 1970 |
| Микола Глєбов        | 1971 | 1972 |
| Микита Симонян       | 1973 | 1974 |
| Віктор Маслов        | 1975 | 1975 |

| Имя                       | Нач  | Кон  |
| ------------------------- | ---- | ---- |
| Едуард Маркаров           | 1976 | 1977 |
| Микола Гуляєв             | 1978 | 1978 |
| Леонід Захаров            | 1978 | 1978 |
| Йожеф Беца                | 1979 | 1981 |
| Аркадій Андреасян         | 1982 | 1983 |
| Микита Симонян            | 1984 | 1985 |
| Леонід Захаров            | 1985 | 1986 |
| Аркадій Андреасян         | 1986 | 1989 |
| Микола Казарян            | 1989 | 1989 |
| Арменак Саркісян          | 1990 | 1994 |
| амвел Дарбінян            | 1995 | 1995 |
| Аркадій Андреасян         | 1996 | 2001 |
| Рафаел Галустян           | 2001 | 2001 |
| Фелікс Веранян            | 2001 | 2001 |
| Аркадій Андреасян         | 2001 | 2002 |
| Фелікс Веранян            | 2002 | 2003 |
| Севада Арзуманян          | 2003 | 2004 |
| Сурен Барсегян            | 2005 | 2006 |
| Абраам Хашманян           | 2006 | 2006 |
| Варужан Сукіасян          | 2006 | 2007 |
| Душан Міїч                | 2007 | 2008 |
| Варужан Сукіасян          | 2008 | 2008 |
| Ашот Кіракосян            | 2009 |      |
| Аркадій Андреасян (в. о.) | 2009 | 2009 |
| Альберт Сафарян (в. о.)   | 2009 | 2010 |
| Тигран Есаян              | 2010 | д.ч. |

## Історія форми команди
| 2008 · (домашня) | 2008 · (виїзна) | 2009 · (домашня) | 2009 · (виїзна) |